# Balzer (Familienname)
Balzer ist ein deutscher Familienname.

## Namensträger
- Albrecht Balzer (1899–1980), deutscher Volkswirt und Nationalökonom
- Arno Balzer (* 1958), deutscher Journalist
- Bernd Balzer (* 1942), deutscher Literaturwissenschaftler
- Christoph Anton Balzer (1818–1871), deutscher Kaufmann und Abgeordneter
- Dieter Balzer (* 1958), deutscher bildender Künstler
- Dietrich Balzer (* 1941), deutscher Automatisierungsingenieur, Hochschullehrer und Industriemanager
- Erik Balzer (* 1991), deutscher Bahnradsportler
- Erwin Balzer (1901–1975), deutscher Theologe
- Falk Balzer (* 1973), deutscher Leichtathlet
- Felix Balzer (* 1981), Professor für Medical Data Science
- Frank Balzer (Politiker, 1963) (* 1963), deutscher Politiker (SPD), Bürgermeister von Eisenhüttenstadt
- Frank Balzer (Politiker, 1964) (* 1964), deutscher Politiker (CDU), Bezirksbürgermeister des Berliner Bezirks Reinickendorf
- Friedrich-Martin Balzer (* 1940), deutscher Lehrer, Sachbuchautor und Herausgeber
- Hans Balzer (1891–1960), deutscher Bühnenautor und Schriftsteller
- Hartwig Balzer (* 1945), deutscher Jurist
- Herbert Balzer (1897–1945), deutscher Widerstandskämpfer
- Horst Balzer (1928–1997), deutscher Theaterregisseur, Dramaturg, Dialogbuchautor und Dialogregisseur
- Hugo Balzer (1894–1985), deutscher Dirigent
- Jens Balzer (* 1969), deutscher Autor und Kolumnist
- Johann Balzer (1738–1799), tschechischer Kupferstecher, Zeichner und Verleger
- Karin Balzer (1938–2019), deutsche Leichtathletin
- Karl Balzer (Publizist) (* vor 1967), deutscher rechtsextremer Publizist
- Karl-Heinz Balzer (Fußballspieler) (1929–1991), deutscher Fußballtorwart
- Karl-Heinz Balzer (Leichtathlet) (1921–2007), deutscher Leichtathlet
- Katrin Balzer, deutsche Pflegewissenschaftlerin und Hochschullehrerin
- Kurt Balzer (1890–1976), deutscher Kunstmaler
- Laura Balzer (* 1993), deutsche Theater- und Filmschauspielerin
- Leoni Balzer (* 2006), Schweizer Eishockeyspielerin
- Ludwig Karl Balzer (1920–2012), deutscher Rektor, Schulrat und Heimatforscher
- Melanie Balzer (* 1982), deutsche Politikerin (SPD)
- Oswald Balzer (1858–1933), österreichischer Historiker
- Rainer Balzer (* 1959), deutscher Politiker (AfD), MdL, Beisitzer und stellvertretender Fraktionsvorsitzender
- Sara Balzer (* 1995), französische Fechterin
- Stephen Balzer (1864–1940), US-amerikanischer Maschineningenieur und Erfinder
- Theodor Balzer (1874–1944), deutscher Architekt
- Thomas Balzer (* 1959), deutscher Dokumentarfilmer und Fernsehjournalist
- Thuro Balzer (1882–1967), deutscher Maler
- Wolfgang Balzer (Kunsthistoriker) (1884–1968), deutscher Kunsthistoriker
- Wolfgang Balzer (Dirigent) (* 1941), deutscher Dirigent
- Wolfgang Balzer (Sammler) (* 1944), deutscher Bauingenieur, Sammler und Museumsgründer
- Wolfgang Balzer (Wissenschaftstheoretiker) (* 1947), deutscher Wissenschaftstheoretiker
- Wolfgang Balzer (Archäologe) (* 1948), deutscher Vorderasiatischer Archäologe
- Wolfgang Balzer (Meeresbiologe), deutscher Meeresbiologe